# Türkische Fußballnationalmannschaft (U-20-Männer)
Die türkische U-20-Fußballnationalmannschaft ist eine Auswahlmannschaft türkischer Fußballspieler. Sie unterliegt der Türkiye Futbol Federasyonu und repräsentiert sie international auf U-20-Ebene, etwa in Freundschaftsspielen gegen die Auswahlmannschaften anderer nationaler Verbände oder bei der U-20-Fußball-Weltmeisterschaft.
Das beste Ergebnis bei einer Weltmeisterschaft erreichte die Mannschaft 2005 in den Niederlanden und 2013 im eigenen Land, als sie jeweils das Achtelfinale erreichte.

## Teilnahme an U20-Fußballweltmeisterschaften
| 1977 | nicht qualifiziert |
| 1979 | nicht qualifiziert |
| 1981 | nicht qualifiziert |
| 1983 | nicht qualifiziert |
| 1985 | nicht qualifiziert |
| 1987 | nicht qualifiziert |
| 1989 | nicht qualifiziert |
| 1991 | nicht qualifiziert |
| 1993 | Vorrunde           |
| 1995 | nicht qualifiziert |
| 1997 | nicht qualifiziert |
| 1999 | nicht qualifiziert |
| 2001 | nicht qualifiziert |
| 2003 | nicht qualifiziert |
| 2005 | Achtelfinale       |
| 2007 | nicht qualifiziert |
| 2009 | nicht qualifiziert |
| 2011 | nicht qualifiziert |
| 2013 | Achtelfinale       |
| 2015 | nicht qualifiziert |
| 2017 | nicht qualifiziert |
| 2019 | nicht qualifiziert |

## Ehemalige Trainer (Auswahl)
- Raşit Çetiner (Juli 2002–Juni 2003)
- Müjdat Yalman (September 2004)
- Şenol Ustaömer (Januar 2005–Juni 2005)
- Metin Tekin (Oktober 2005–Mai 2006)
- Tuna Güneysu (Februar 2008)
- Oğuz Çetin (November 2008)
- Raşit Çetiner (August 2010)
- Feyyaz Uçar (August 2012–Juli 2013)
- Ahmet Ceyhan (Oktober 2013–)

## Weblink
- Türkische Fußballnationalmannschaft (U-20-Männer) in der Datenbank der Türkiye Futbol Federasyonu (englisch)